# Soluňský záliv
Thermský záliv (řecky Θερμαϊκός Κόλπος, Thermaïkós Kólpos) je největším zálivem Egejského moře. Na severu omývá Soluň, na západě Pierijský kraj a na východě poloostrov Chalkidiki. Šířka zálivu se pohybuje od 5 km v oblasti Soluně do 50 km v nejjižnějším místě zálivu. Do zálivu se vlévají řeky Áxios (Vardar), Aliákmon, Ludias, Galik a další menší toky. Nad západním břehem se vypíná Pierijské pohoří a Olymp. Na jeho břehu se nalézají některé z nejhezčích pláží Řecka, navštěvované velkým množstvím turistů.
Řecké jméno zálivu se odvozuje od starověkého města Therma, které se nalézalo v oblasti dnešní Soluně. Římany byl záliv nazýván Thermaicus sinus či Thermaeus sinus (Thermský záliv), nebo také Macedonicus sinus (Makedonský záliv). Nejužší a nejmělčí část přímo u Soluně se nazývá Soluňský záliv (řecky Kólpos Thessalonikís) Můžeme se ale setkat i s označením celého Thermského zálivu jako Soluňský.